# Daring game
Daring game es una película estadounidense de 1968 dirigida por László Benedek y protagonizada por Lloyd Bridges, Nico Minardos y Michael Ansara.
- Datos: Q5222802